# وليام بيتس
وليام هوراشيو بيتس (بالإنجليزية: William Bates) (23 ديسمبر 1860 – 10 يوليو 1931) طبيب أمريكي مارس طب العيون، يعرف بتطويره ما أصبح يعرف الآن بأسلوب بيتس لبصر أفضل، وهي عبارة عن وسيلة تعليمية تهدف إلى تحسين الرؤية بالتخلي عن العادات الضارة التي تضر البصر. وضع فيه الكثير من تمارين الإسترخاء التي تساعد تحسين الإبصار دون الحاجة إلى نظارات طبية. فعالية هذا الأسلوب موضع شك، كما هي نظريته التي صرح فيها أن تركيز العين لا يتغير بتغير العدسة، وإنما بتمطيط مقلة العين أو بتحريك العين في اتجاهات مختلفة لأكثر من مرة، والذي يناقض مبادئ طب العيون والبصريات حتى يومنا هذا.

## السيرة الذاتية

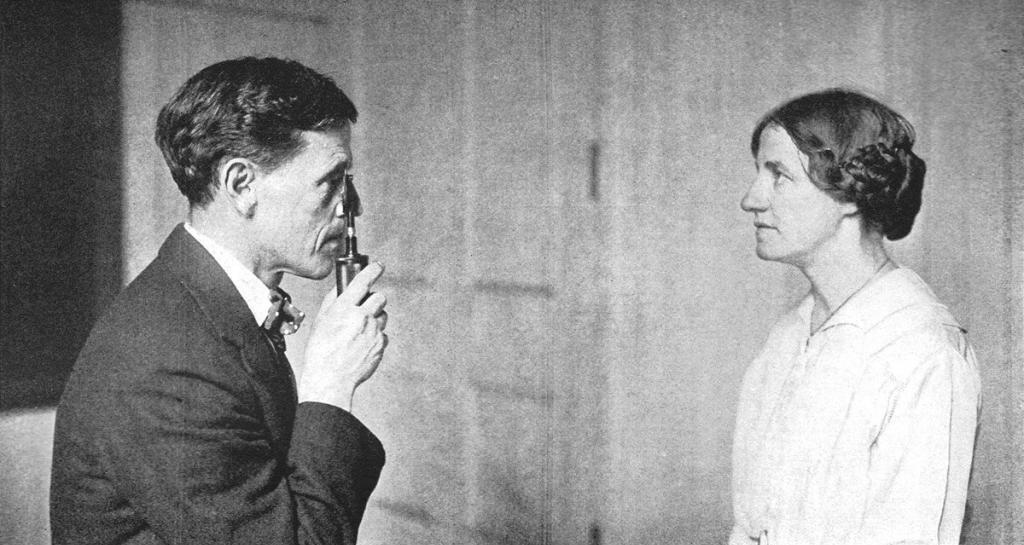
الدكتور بيتس مع مساعدته

تخرج بيتس من جامعة كورنيل في عام 1881، وحصل على تصريح لممارسة مهنه الطب في عام 1885 من كلية الأطباء والجراحين بجامعة كولومبيا. نشر بيتس نظرية حول صحة الرؤية ونشر كتاب النظر الأفضل بدون نظارات في عام 1920، ومجلة نحو رؤية أفضل والتي استمرت من عام 1919 وحتى عام 1930. كانت أجزاء من أطروحة بيتس عن تصحيح اضطرابات الرؤية مستنده على مبادئ نفسية تتعارض مع العديد من النظريات الطبية في ذلك الوقت وحتى الآن. وبالرغم من كل ذلك ما زال يتمتع أسلوب بيتس ببعض القبول كطريقة من طرق الطب البديل.
عالج بيتس العديد من المرضى كان أشهرهم الكاتب الإنجليزي ألدوس هكسلي، الذين زعموا أنهم شفيوا من أمراض الرؤية وخصوصا قصر النظر، الأمر الذي سبب له صراع من أطباء عصره. دافع بيتس عن نفسه وقال أن من يشكك به يتحرك بدافع الحقد.

## منشورات بيتس
بسبب انتهاء فترة صلاحية حقوق التأليف والنشر، أصبحت النسخة الأصلية لكتابه النظر الكامل بدون نظارات (علاج البصر الناقص بدون نظارات) ملكية عامة. في عام 1943 نشرت نسخة مختصرة من كتابة بعنوان نظر أفضل بدون نظارات، والذي أثار الكثير من الجدل كاقتراحه استخدام أشعة الشمس في العلاج.

## الصحة العقلية
عاني بيتس من فقدان الذاكرة (في حين زعم البعض الآخر أنه عاني من مرض نفسي وانه كان دائم الشرود وتم الإشارة إلى هذا المرض في نعيه)، تطور المرض في نهاية الأمر حتى فقد القدرة على الكلام تدريجيا. في عام 1902، إختفى بيتس، ثم ظهر مرة أخرى إلى أن إختفى مرة أخرى. ولم يعثر عليه لفترة طويلة، واستمرت زوجتة الثاني في البحث عنه بلا جدوي حتى توفيت.
تزوج بيتس ثلاث مرات، ترمل منهم مرتين. في عام 1928، تزوج مساعدته الشخصية إميلي جيم ليرمان.

## إكتشاف الأدرنالين
قام بيتس ببحوث أخرى. فهو مكتشف الدواء القابض وخواص الهايموستاتيك في المواد التي تفرزها الغدة الكظرية، ودور هذا المادة في الطب وخصوصا في العمليات الجراحية. تعرف هذه المادة الآن باسم الأدرينالين.

## وصلات خارجية
- Throw Away Your Glasses
- Perfect Sight Without Glasses
- Better Eyesight Magazine